# Rolnická reforma 1861 (Rusko)

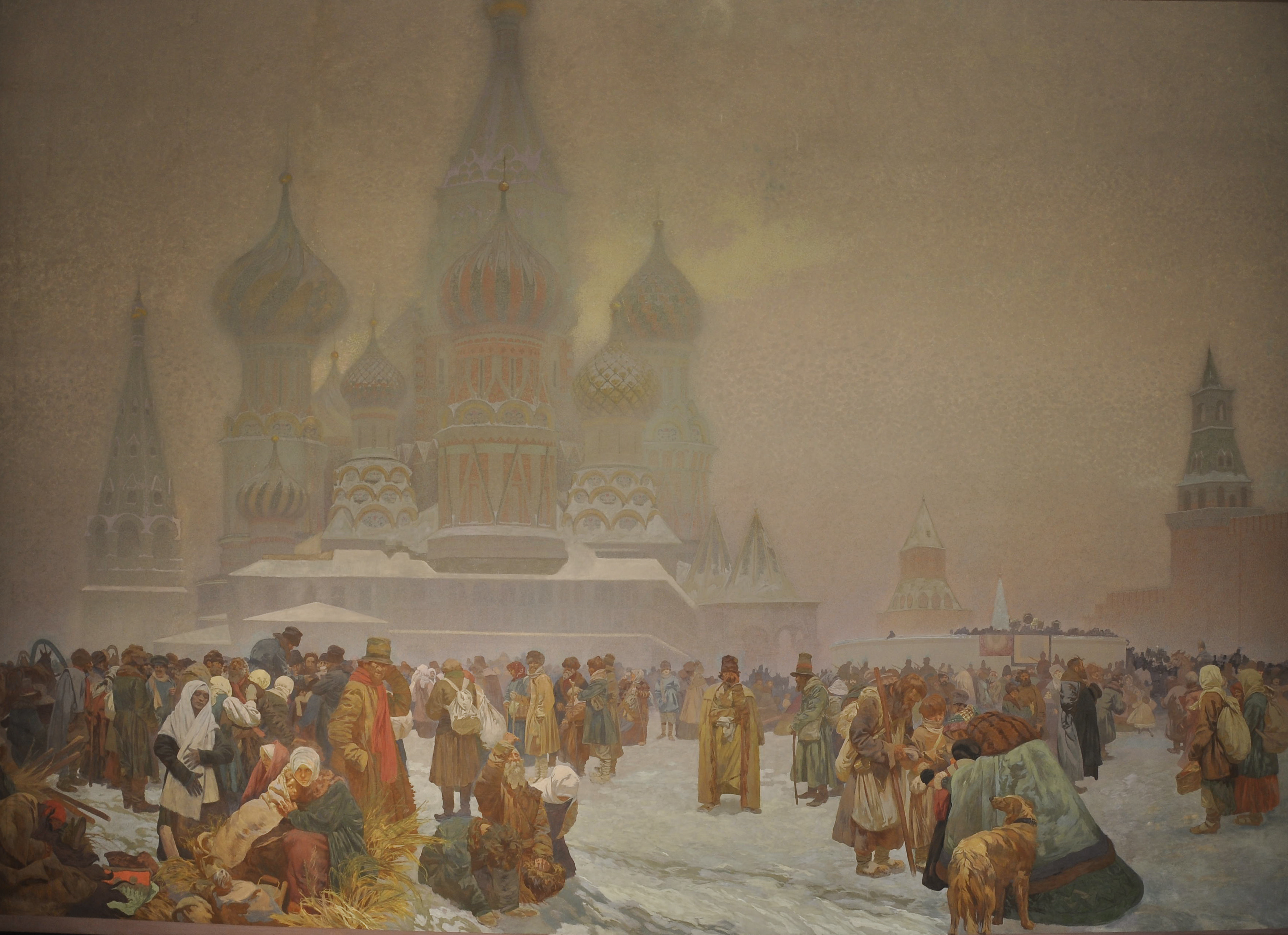
Alfons Mucha, Zrušení nevolnictví na Rusi z cyklu Slovanská epopej (1914)

Rolnická reforma v Rusku roku 1861 znamenala především zrušení nevolnictví. Jde o nejvýznamnější ze série liberálních reforem cara Alexandra II., k nimž se rozhodl po porážce Ruska v krymské válce v letech 1853–1856. Byla provedena na základě carského manifestu o zrušení nevolnictví z 19. února 1861 (zveřejněn byl 5. března 1861). Nevolníci se stali svobodnými, ale chtěli-li půdu, která jim formálně byla přidělena, museli ji od statkářů vykoupit. Pokud výkup neučinili, byli povinni za přidělenou půdu buď platit dávky, nebo je nahradit tradiční robotou. 
Reforma mnohde vyvolala nepokoje, neboť se nevolníkům nelíbil způsob vyměřování půdy obecními prostředníky. Obviňovali je, že statkářům ponechávají nejúrodnější části polí, a že z rolnických přídělů statkáři získávají tzv. odřezky.
Reformu sice připravovalo několik výborů, v nichž byli zastoupeni šlechtici i sedláci, po dlouhém váhání byla pak vyhlášena ve spěchu a jak se ukázalo, špatně připravena. Na mnoha místech proto vypukly nepokoje, zejména kvůli vykupování pozemků, a někde muselo zasahovat vojsko. Přesto mělo zrušení nevolnictví veliký význam a zahájilo etapu modernizace země.